# Koninklijke Vereniging der Historische Woonsteden en Tuinen van België
De Koninklijke Vereniging der Historische Woonsteden en Tuinen van België (Frans: Association royale des demeures historiques et jardins de Belgique) is een Belgische vzw opgericht in 1934 die ijvert voor de instandhouding en het openstellen voor het grote publiek van het rijke historische Belgisch woonerfgoed en bijbehorende tuinen. Ze staat onder de bescherming van prins Lorenz van België die erevoorzitter is.
De vereniging is zelf eigenaar van het kasteel van Laarne, het kasteel van Beersel en sinds 2010 van het kasteel van Corroy-le-Château.

## Vereniging
De vereniging helpt eigenaren van historisch woonerfgoed met de klassering als monument, het onderhoud, de restauratie en het eventueel openstellen voor het grote publiek van haar eigendommen om het woonerfgoed een grotere bekendheid te geven.
Sinds 1969 geeft zij het tijdschrift Historische Woonsteden & Tuinen uit.

## Kasteel van Beersel
In 1928 was het kasteel van Beersel al eigendom geworden van de Verenigde vrienden van het kasteel van Beersel. In 1948 werd de Koninklijke Vereniging der Historische Woonsteden en Tuinen van België eigenaar van het kasteel. Met de hulp van de vereniging werd het kasteel gerestaureerd en opengesteld voor het publiek. De gemeente Beersel heeft het kasteel in erfpacht.

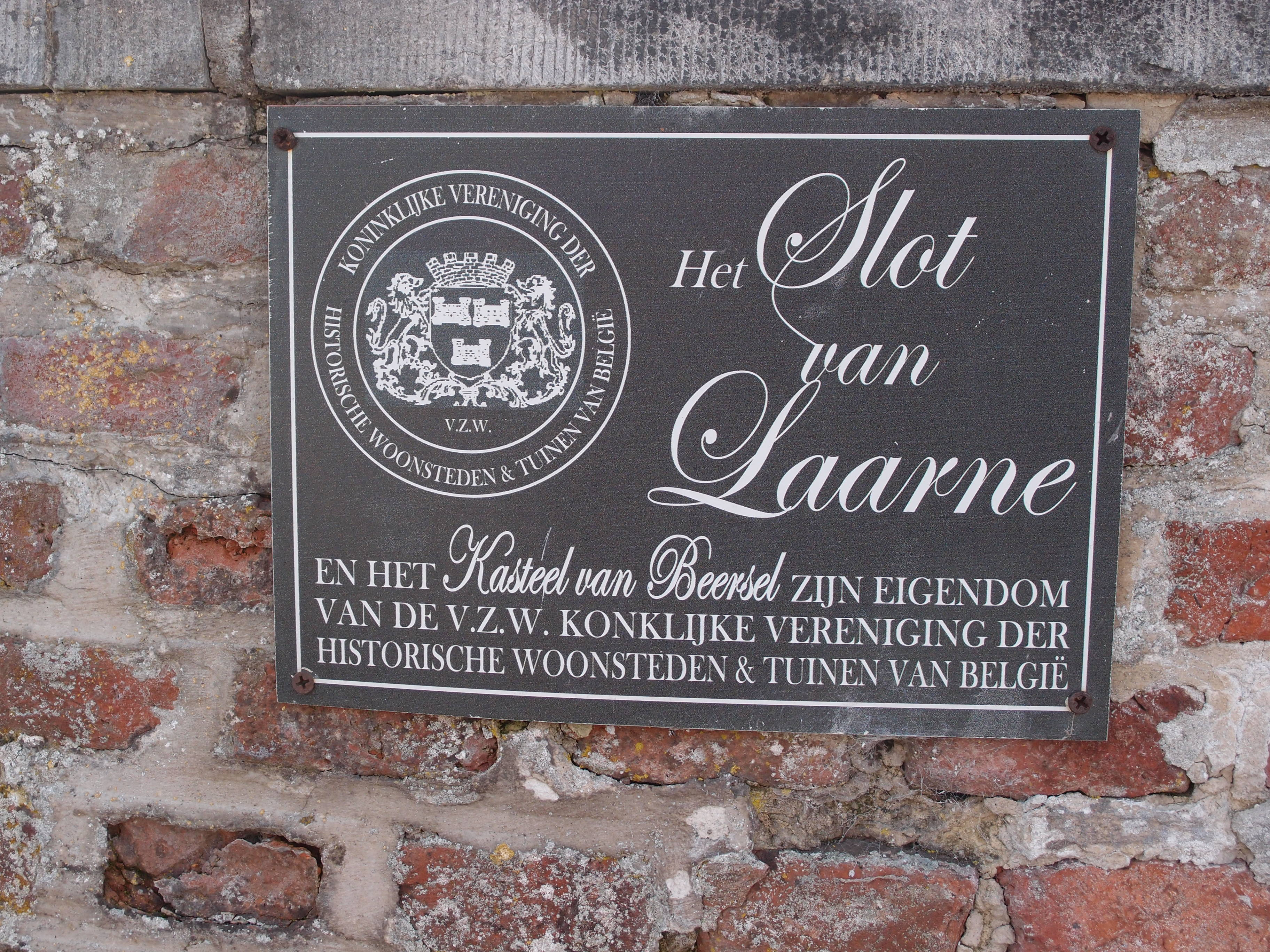
Plaquette aan het kasteel van Laarne

## Kasteel van Laarne
In 1953 werd het kasteel van Laarne, dat erg vervallen was, eigendom van de vereniging. Nadat een aantal voorlopige instandhoudingswerken werden uitgevoerd, werd het kasteel in 1962 volledig gerestaureerd en werd het in 1967 opengesteld voor het publiek. De Voorzitter, prins Alexandre de Merode, duidde in 1987 medebestuurder van de vzw, Jonkheer Paul de Pessemier 's Gravendries aan als inwonend slotvoogd. In 1996 werd aan het slot de prestigieuze Europa Nostra Award toegekend.

## Voorzitters
- Raymond Pelgrims de Bigard 1934-1955
- Baron Marcel de Schaetzen de Schaetzenhoff 1955-1962
- Ridder Joseph de Ghellinck d’Elseghem 1962-1979
- Prins Alexandre de Merode 1979-2002
- Jonkheer Paul de Pessemier 's Gravendries - Interim-voorzitter van november 2002 tot mei 2003
- Baron Daniël Cardon de Lichtbuer 2003-2013
- Baron Bernard de Gerlache de Gomery 2013-